# Sedia cantilever

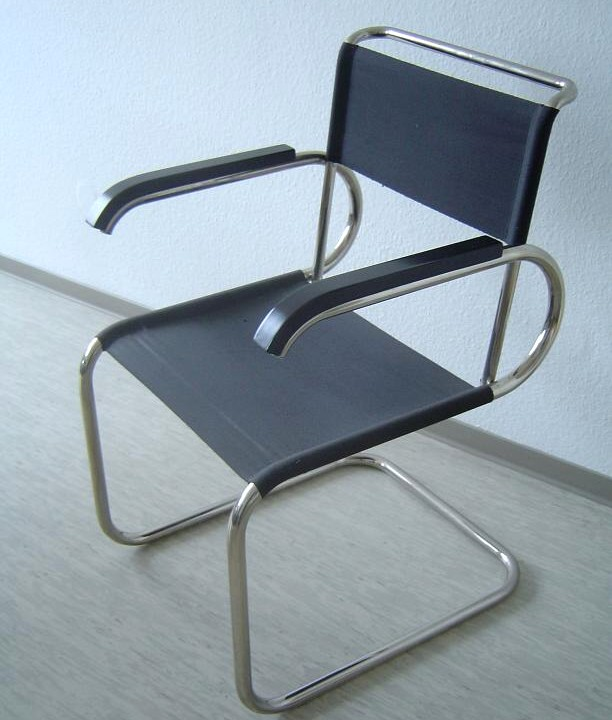
Sedia Cantilever

La sedia cantilever è un tipo di sedia, detta anche sedia a sbalzo o a pensilina.
Ha due soli montanti ripiegati a livello del pavimento e a livello del sedile, ed è collegata orizzontalmente da un tubo continuo. Questa forma speciale fu disegnata per la prima volta dall'architetto olandese Mart Stam nel 1926, presentata nel 1927 in occasione dell'esposizione del Werkbund Die Wohnung per la Weissenhof di Stoccarda e prodotta dall'azienda tedesca Thonet. Questo modello è considerato un importante esempio del design del XX secolo.

## La B 64, Cesca di Marcel Breuer

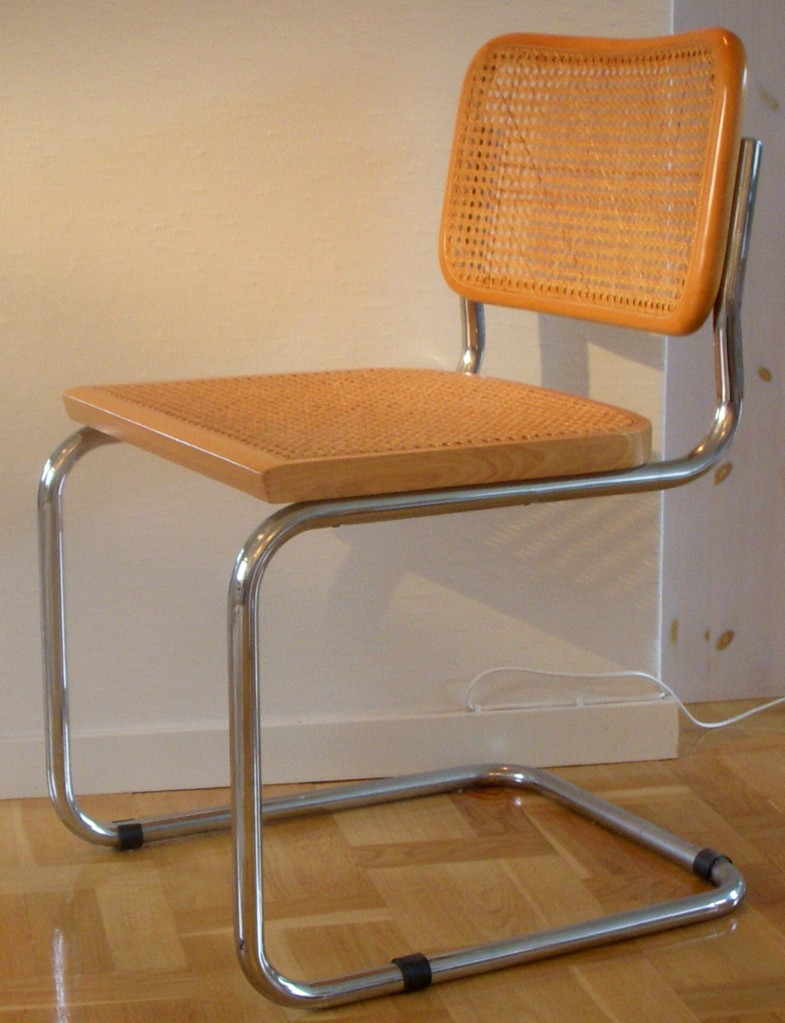
Sedia B 64, Cesca di Marcel Breuer, 1928

Il modello di sedia cantilever più noto è quello progettato dal designer ungherese Marcel Breuer, si tratta della B 64, Cesca del 1928.
La sedia nasce da una serie di elaborazioni del modello di Stam. Ludwig Mies van der Rohe, che conosceva la sedia di Stam, ne aveva realizzato una con una struttura molto più elastica, infatti aveva ideato per primo la sedia senza le gambe posteriori, nel modello "MR 10", facendo proseguire un unico arco a ferro di cavallo a formare la seduta. La sedia di Mies fu esposta, insieme a quella dell'olandese, nella mostra del 1927 e Marcel Breuer ebbe modo di vederle. Tuttavia Breuer aveva già ideato uno sgabello ad "U" nel 1925-26 per la mensa del Bauhaus anticipando il principio della sedia a sbalzo. 
La sedia di Breuer è realizzata con tubi d'acciaio cromato, legno laccato, legno curvato, incannicciato. Questa sedia, entrata in produzione nel 1929, è tuttora prodotta col nome di S 32 ed S 64 (versione con e senza braccioli) dall'azienda tedesca Thonet.